# Eleanor Clarke Slagle
Eleanor Clarke Slagle (Nova York, 13 d'octubre de 1870–18 de setembre de 1942) va ser una treballadora social estatunidenca i una de les fundadores de la teràpia ocupacional.

## Biografia
Nascuda a Hobart, Nova York, el seu pare va lluitar com a oficial a la Guerra Civil dels Estats Units i  va quedar parcialment inhabilitat per una ferida al coll. El seu germà va patir tuberculosi i problemes d'addicció. A més un nebot va contraure poliomielitis i va patir problemes emocionals. Aquestes circumstàncies familiars es probable que tinguessin a veure amb els seu interès per l'atenció a les discapacitats. El 1894, es va casar amb Robert E. Slagle.

## Carrera professional
El 1911, Slage es va matricular a la Hull House del Chicago School of Civics and Philanthropy, en un curs sobre entreteniment i ocupación, que seguia els treballs del doctor Adolf Meyer, qui ja havia desenvolupat un programa de teràpia ocupacional en un hospital veí.
Com a treballadora social es va interessar pels efectes negatius que la inactivitat provocava als malalts mentals. El 1912 es va convertir en directora d'un departament de teràpia ocupacional de la Clínica Phipps (The Henry Phipps Psychiatric Clinic Arxivat 2019-10-24 a Wayback Machine.) a Baltimore, sota la direcció del doctor Adolf Meyer. L'any 1915, a Chicago, va organitzar la primera escola professional per a terapeutes ocupacionals,The Henry B. Favill School of Occupations. El treball a aquesta escola es basava en la interdependència dels components físics i mentals i realitzaven una teràpia a partir d'activitats manuals i activitats de lleure (balls, jocs…). Amb l'equilibri entre treball, joc i descans, Slage continuava i perfeccionava la línia de treball que des del tractament moral de Philippe Pinel i el moviment de Arts and Crafts portaria a la fundació de la professió de la teràpia ocupacional l'any 1917.
Per les seves activitats, Slage va ser convidada a la formació de la National Society for the Promotion of Occupational Therapy, NSPOT. Així, el 15 de març de 1917 assistí a la constitució d'aquesta societat per la promoció de la teràpia ocupacional, en una reunió que pot considerar-se la fundació de la disciplina tal com la coneixem avui.
En aquesta trobada van coincidir persones amb formació, idees i influències diverses. Hi participaren la treballadora social Eleanor Clarke Slagle, el metge William Rush Dunton jr, l'arquitecte Edward Barton, la professora d'arts i oficis Susan Cox Johnson i l'arquitecte Tomas Besell Kidner. No hi assistiren, però també se’ls considera fundadors de la teràpia ocupacional, la infermera Susan E. Tracy i el metge Herbert James Hall. Al 1919 va ser elegida la primera vicepresidenta, més tard presidenta. La NSPOT va passar a ser, després, la American Association of Occupational Therapy.
Va ser important la seva contribució a la definició del primer paradigma de la teràpia ocupacional i al desenvolupament de la pràctica, per exemple en l'entrenament dels hàbits..
El 1930 va publicar Syllabus for Training of Nurses in Occupational Therapy.